# SN 2006hw
SN 2006hw – supernowa typu Ia odkryta 22 września 2006 roku w galaktyce A031303-0028. W momencie odkrycia miała maksymalną jasność 22,50m.